# Lionel Stoffel
Lionel Stoffel ,est un chanteur à la voix de sopraniste franco-belge né à Metz.
..
Il est spécialisé dans les rôles de soprano dramatique comme Tosca de Giacomo Puccini, mais aussi dans les rôles de soprano léger colorature.

## Biographie
Né de parents franco-belges, Lionel Stoffel suit des cours de piano puis de chant avec la soprano France Emond, demi-finaliste du Concours Reine Élisabeth. 
Il opte  pour le chant classique et perfectionne sa voix dans des master-classes auprès d'artistes comme le bariton José van Dam à Bruxelles.
La tessiture de sa voix de sopraniste lui a permis d’être admis dans le cycle jeune de la Chapelle musicale Reine Elisabeth et d'être Jeune talent du Conservatoire royal de Bruxelles.
Lionel Stoffel a reçu de nombreux prix et récompenses et se produit régulièrement en Belgique et en France. 
En 2013, il est invité par la Télévision nationale belge  auprès d'Axelle Red. La même année, il se produit avec  le Brussels Philharmonic Orchestra au prestigieux Palais des Beaux-Arts de Bruxelles. 
En 2014, il se produit au Conservatoire royal de Bruxelles accompagné de 100 choristes.
En 2015, il réalise un gala au Cirque royal de Bruxelles accompagné de 100 choristes et 50 danseuses classiques.
Il participe à l'émission La France a un incroyable talent sur M6.
En 2016, il se produit pour le gala princier de la princesse Léa de Belgique enregistré par la RTBF et diffusé dans l'émission Place Royale.
Lionel Stoffel se produit au château de Louvignies en mai 2016 dans le rôle de Farinelli, ainsi que dans le cadre du Printemps musical de Silly en juin 2016 accompagné au piano par la pianiste  Eliane Reyes, dans un répertoire de musique slave.
Le 9 décembre 2016, il est invité par la Télévision Nationale Française[Quoi ?] au Journal Télévisé de 20h00.
Le 25 mars 2017, il se produit avec 250 musiciens sur scène (chœur et orchestre) au Palais des Beaux-Arts de Bruxelles. Le chœur et l'orchestre étaient dirigés par Anne-Catherine Caron et le gala était présenté par Marlène de Wouters.

### Récompenses
- Jeune talent en 2007 à la Chapelle musicale Reine Elisabeth
- Jeune talent en 2008 au Conservatoire Royal de Bruxelles
- Prix de la culture et de l’audio visuel[9]
- Prix du concours des Jeunesses musicales de Belgique 2009[10]
- Prix du concours DEXIA en 2010
- Prix de la communauté Française
- Prix de la ville de Bruxelles
- Prix de la ville de Waterloo